# As (album)
As četvrti je studijski album splitske glazbenice Meri Cetinić, kojeg 1982. godine objavljuje diskografska kuća Jugoton.
Album je sniman u studio "Antesonic", Arnhem, Nizozemska. Sve skladbe napisala ja Meri Cetinić, osim "As" koju je napisao Ivo Lesić. Producent i aranžer bio je Ante Cetinić.

## Popis pjesama

### A strana
1. "As"
2. "Čekala sam dugo"
3. "Kao rijeka svome moru"
4. "Donosiš mi ljubav"

### B strana
1. "Dan slobode"
2. "Nek me boli ono ča volin"
3. "Vrijeme ne mari za nas"
4. "Mislim na tebe"

## Izvođači
- Meri Cetinić - Vokal, svi prateći vokali, glasovir
- Ante Cetinić - Električna gitara, akustična gitara, bas-gitara, glasovir, električni glasovir, strings sintisajzer, brass sintisajzer, oberheim DMX kompijutorski bubnjevi, udaraljke

### Produkcija
- Producent, aranžer, snimatelj - Ante Cetinić
- Autor - Meri Cetinić (osim skladbe "AS", Ivo Lesić)
- Tekstovi - Meri Cetinić (skladbe: A2, A4, B3), Ivo Lesić (skladba: A1), Krste Juras (skladbe: A3, B1), Juroslav Burić (skladba: B2), Jakša Fiamengo (skladba: B4)

## Vanjske poveznice
- Službene stranice Meri Cetinić - Recenzija albuma